# 甲斐素直
甲斐 素直（かい すなお、1948年 - ）は、日本の法学者。専門は憲法。元日本大学法学部教授。

## 人物
1948年（昭和23年）東京都生まれ。1970年（昭和45年）日本大学法学部法律学科卒業。同大学在学中に司法試験に合格。1973年会計検査院に入庁、1993年同院退庁。
1993年（平成5年）日本大学法学部専任講師を経て、2002年同大学法学部教授。
【略年譜】
- 2004年-　日本大学大学院法務研究科教授
- 2002年-　日本大学法学部教授
- 1996年-2002年　日本大学法学部助教授
- 1993年-1996年　日本大学法学部専任講師
- 1973年-1993年　会計検査院職員

## 研究分野
- 基礎法学
- 公法学
- 国際法学
- 比較憲法学

## 著書
- 『財政法規と憲法原理』(八千代出版)
- 『予算・財政監督の法構造』(信山社）
- 『憲法ゼミナール』(信山社）
- 『憲法演習ゼミナール読本 上・下』(信山社）
- 『人権論の間隙』(信山社）

## 所属学会
- ドイツ憲法判例研究会
- 日本地方自治学会
- 日本財政法学会
- 全国憲法研究会
- 日本公法学会

## その他
自らのホームページ で、徳川家重は、無能・暗愚ではなく、強力なリーダーシップで実権を握った将軍であるとの見方をしている。